# Granulometria (geologia)
La granulometria è la proprietà che identifica le singole particelle che compongono una roccia sedimentaria, un suolo o un terreno in base alle dimensioni. Questa proprietà è un parametro utilizzato in geologia, in pedologia, in agronomia, in geotecnica, in idrologia.

## Terminologia
In agronomia si usa in genere il termine di tessitura come sinonimo di granulometria. L'accezione del termine granulometria in agronomia ha pertanto un significato diverso da ciò che s'intende per tessitura in campo geologico.

## Classificazione
La classificazione granulometrica prescinde dalla natura chimica o chimico-mineralogica delle particelle e prende in considerazione esclusivamente la loro dimensione. Le particelle sono distinte in classi granulometriche, diversamente definite a seconda del sistema classificatorio utilizzato; in generale, a prescindere dai parametri dimensionali adottati dai diversi sistemi di classificazione, le classi granulometriche principali sono solitamente quattro, in ordine di dimensione decrescente:
- ghiaia
- sabbia
- silt
- argilla

Principalmente si possono distinguere due sistemi di classificazione granulometrica, la scala di Wentworh (o Udden-Wentworth)
| Intervallo dimensionale (metrico) | Classi granulometriche (Wentworth)         |
| --------------------------------- | ------------------------------------------ |
| > 256 mm                          | Massi (Boulder)                            |
| 256 – 64 mm                       | Ciottoli (Cobble)                          |
| 64 – 4 mm                         | Ghiaia (Pebble)                            |
| 4 – 2 mm                          | Ghiaia molto fine (Granule)                |
| 2 – 1 mm                          | Sabbia molto grossolana (Very coarse sand) |
| 1 - 1/2 mm                        | Sabbia grossolana (Coarse sand)            |
| 1/2 - 1/4 mm                      | Sabbia media (Medium sand)                 |
| 1/4 - 1/8 mm                      | Sabbia fine (Fine sand grain)              |
| 1/8 – 1/16 mm                     | Sabbia molto fine (Very fine sand grain)   |
| 1/16 – 1/256 mm                   | Limo (Silt)                                |
| < 1/256 mm                        | Argilla (Clay particle)                    |

e la scala fi (φ) di Krumbein, che consiste in una modificazione della scala di Wentworh creata da W. C. Krumbein, (Krumbein & Sloss 1963). Essa è una scala logaritmica che si ottiene dall'equazione:
{\displaystyle \phi =-\log _{2}{D/Do}}
dove
{\displaystyle \phi } è il fi di Krumbein,
{\displaystyle D} è il diametro della particella,
{\displaystyle Do} è un diametro di riferimento, uguale a 1 (mm) (per rendere l'equazione dimensionalmente consistente)
L'equazione può essere riarrangiata per trovare il diametro, usando φ:
{\displaystyle D=Do\times 2^{-\phi }}
Nella seguente tabella vengono riportate le classi granulometriche con i relativi intervalli in metri, pollici e nella scala φ:
| Scala φ    | Intervallo dimensionale (metrico) | Intervallo dimensionale (approssimato in pollici) | Classi granulometriche (Wentworth) |
| ---------- | --------------------------------- | ------------------------------------------------- | ---------------------------------- |
| < −8       | > 256 mm                          | > 10,1 in                                         | Blocchi                            |
| da −6 a −8 | 64–256 mm                         | 2,5–10,1 in                                       | Ciottoli                           |
| da −5 a −6 | 32–64 mm                          | 1,26–2,5 in                                       | Ghiaia molto grossa                |
| da −4 a −5 | 16–32 mm                          | 0,63–1,26 in                                      | Ghiaia grossa                      |
| da −3 a −4 | 8–16 mm                           | 0,31–0,63 in                                      | Ghiaia media                       |
| da −2 a −3 | 4–8 mm                            | 0,157–0,31 in                                     | Ghiaia fine                        |
| da −1 a −2 | 2–4 mm                            | 0,079–0,157 in                                    | Ghiaia molto fine                  |
| da 0 a −1  | 1–2 mm                            | 0,039–0,079 in                                    | Sabbia molto grossa                |
| da 1 a 0   | ½–1 mm                            | 0,020–0,039 in                                    | Sabbia grossa                      |
| da 2 a 1   | ¼–½ mm                            | 0.010–0.020 in                                    | Sabbia media                       |
| da 3 a 2   | 125-250 μm                        | 0,0049–0,010 in                                   | Sabbia fine                        |
| da 4 a 3   | 62,5–125 µm                       | 0,0025–0,0049 in                                  | Sabbia molto fine                  |
| da 8 a 4   | 3,90625–62,5 µm                   | 0,00015–0,0025 in                                 | Silt o Limo                        |
| > 8        | < 3,90625 µm                      | < 0,00015 in                                      | Argilla                            |
| >10        | < 1 µm                            | < 0,000039 in                                     | Colloide                           |